# ONE (アンジェラ・アキのアルバム)
『ONE』（ワン）は、アンジェラ・アキのインディーズ・ミニ・アルバム。2005年3月9日にリリースされた。発売元はVirgo Music Entertainment。

## 解説
2002年のジミー・スコットへの「New Day」提供、2004年の日立『DVDカム Wooo』CMソングに「愛するもの」の起用などで日本に帰国後にインディーズレーベルから発表した作品。アンジェラ・アキが日本で最初に製作したアルバム作品であり、初めてまともな形で製品となった最初の作品でもある。
タイトルの『ONE』は原点の意味を込めて付けたとされる。
この作品は2000年代のポピュラーミュージックでは非常に珍しい完全ピアノ弾き語りのアルバムとして製作されており、ピアノと本人の声以外の楽器は一切使用されておらず、アンジェラ・アキの本来のスタイルを最もよく表している。また本作のジャケットは他のものと違い、アンジェラの髪型がパーマがかっていないロングヘアーでやや茶髪気味に染まっている写真が使われており、メジャーデビュー後の彼女と少し印象が異なる。収録曲の半分をカヴァー、半分をオリジナルとした構成はカヴァーでありながらオリジナルでありたいというものを自分のスタイルとしたい、オリジナルやカヴァー、洋楽、邦楽といった音楽で区別を付けたくないという意向からである。
帯には『ピアノが恋した女』という、後に多くのメディアで使用されることとなる代表的なキャッチコピーが記されている。また、同じく帯の下にはジャニス・イアンから「アンジェラ・アキの声を聴くのが大好きです。彼女には、年齢を遥かに超えた感受性と味わいが備わっています。」とのコメントが記されている。なお、この当時既に後のメジャーデビューシングルであり、自身の代表曲となる「HOME」も完成していたが、既に『ONE』の収録曲が自分の中で揃っていたことや、アルバムの世界観を保つために見送っている。
発売当初はインディーズながらもオリコンで231位を記録し、HMVでは発売週にインディーズランキングでは2位を記録、後に年間インディーズランクのトップを記録している。また、地元徳島県でも「地元から出現した実力派シンガー」として大々的に取り上げた。当初はHMVや新星堂などの限られた店舗のみで購入可能な作品であったが、好調な売れ行きや本人のメジャーデビューにより、正式に全国に出荷されるようになった。
アンジェラの地元である徳島県にはHMV店舗が存在しないため、HMV限定盤としていた当初から、販売を新星堂が代わりに請け負っていた時期がある。現在ではアンジェラ自身の知名度の向上もあり、徳島県内の一般的なCDショップでも地元初のシンガーとしてチャットモンチーとともにCDショップの手作りブースとともに置かれていることが多い。
『Home』発売後には一気にランキングを143位もジャンプアップさせるという驚異の現象も起こした。メジャーデビュー後も生産は継続され即時廃盤とはならなかったのだが、インディーズ盤であるため地方での流通が難しく、小さなCDショップではなかなか取り扱っているところがないという事態も発生している（HMVをはじめとする大手CDショップやAmazonをはじめとするネットショップではインディーズ盤の在庫も取り扱っているため同種の問題は起こりにくい）。2015年現在はiTunes Storeでも配信されているが、ジャケット写真や一部楽曲がダウンロードできない不完全な形での配信となっている。
なお、「We're All Alone」「Rain」「愛するもの」にはMVが存在する（「Rain」はライブ映像をMVとしている）が、発売前後にCS放送でオンエアされた他、店頭プロモーション以外で殆ど流れたことがないため、現在ではまず滅多にお目にかかれない。

## 収録曲
1. We're All Alone （作詞・作曲：ボズ・スキャッグス　訳詞：アンジェラ・アキ）
ボズ・スキャッグスのカヴァー。オリジナルは1976年。この曲を含め、本作のカヴァー曲には全てアンジェラ自身による日本語訳詞が付けられている。本人監修の『ONE』の楽譜ではこの曲の一番の盛り上がりはラストの大サビ部分と書かれている。メジャーデビュー後にアルバム『ANSWER』でリメイクされた。
2. Rain （作詞・作曲：アンジェラ・アキ）
自身のライブでは必ずと言っていいほど披露し、メジャーデビュー後初のアルバム『Home』でリメイクを果たしている。自身最初の武道館公演で1曲目を飾っている。
3. A Song For You （作詞：アンジェラ・アキ　作曲：レオン・ラッセル）
レオン・ラッセルのカヴァー。オリジナルは1970年。カーペンターズのカヴァーが有名な楽曲であるが、このアルバムではほぼオリジナルのアレンジで、キーを一つ上げている。
4. Warning （作詞・作曲：アンジェラ・アキ）
自身作詞作曲の英語詞楽曲。本作唯一の3拍子楽曲。使用されているコードは片手で数えるほどしかなく構造そのものは単純な楽曲ではあるが、その楽曲の構造を生かしライブでは途中で会場と一体になって「ラ〜ラ〜ラ」とコーラスを入れるなどして大きくアレンジを変えて演奏される。
5. Never Is A Promise （作詞：アンジェラ・アキ　作曲：フィオナ・アップル）
フィオナ・アップルのカヴァー。オリジナルは1996年と比較的最近の作品。完全にオリジナルと同じアレンジ、同じキーで歌われている。
6. 愛するもの （作詞・作曲：アンジェラ・アキ）
日立『DVDカム Wooo』TVCMソングとして2004年にOAされていたものを一部アレンジを変更して収録。本人監修の楽譜では最も簡単なアレンジとなっている。なお、この曲は「New Day」以来のタイアップであるが、本人の声で使用されたのはこの楽曲が最初である。

## 参考資料
- アルバム本体のブックレット
- 本人監修の楽譜『ONE』
- 本人のライブ

## 参加ミュージシャン
- アンジェラ・アキ - Vocal, Piano